# (2477) Biryukov
(2477) Biryukov es un asteroide perteneciente al cinturón de asteroides, descubierto el 14 de agosto de 1977 por Nikolái Stepánovich Chernyj desde el Observatorio Astrofísico de Crimea (República de Crimea).

## Designación y nombre
Designado provisionalmente como 1977 PY1. Fue nombrado Biryukov en honor al escritor ruso Nikolái Zótovich Biriukov.